# بوندورف
بندورف الغابة السوداء (بالألمانية: Bonndorf) هي بلدة، مدينة وبلدة ألمانية تقع في ألمانيا في Regierungsbezirk Freiburg. يقدر عدد سكانها بـ 6,858 نسمة .

## المدن التوأمة
مدينة Bains-les-Bains هي مدينة توأمة لـبندورف الغابة السوداء.

## أعلام
- قسطنطين فيرينباخ